# Il Canto degli Italiani
Il Canto degli Italiani (en español, «El canto de los italianos»), también conocido como el Inno di Mameli («Himno de Mameli») por el autor de la letra, o como Fratelli d'Italia («Hermanos de Italia») por su primer verso, es un canto de la época de la unificación italiana escrito por Goffredo Mameli y compuesto por Michele Novaro en 1847, que es, además, el himno nacional de la República Italiana. La letra consta de seis estrofas y un estribillo que se repite al término de cada estrofa, y está musicalizado en un compás de 4/4 en la tonalidad de si bemol mayor. La sexta estrofa retoma el texto de la primera con algunas variaciones.
Fue muy popular durante la unificación de Italia y en las décadas siguientes, aunque después de la proclamación del Reino de Italia (1861) se eligió la Marcia Reale («Marcha Real») como el himno del reino, que era el himno oficial de la Casa de Saboya. El Canto degli Italiani se consideró demasiado poco conservador para la situación política de la época, ya que se caracterizaba por una fuerte impronta republicana y jacobina, que no se correspondía con el epílogo de la unificación italiana, que fue de carácter monárquico.
Después de la Segunda Guerra Mundial, Italia se convirtió en una república y el Canto degli Italiani fue elegido, el 12 de octubre de 1946, como himno nacional provisional, papel que mantuvo incluso después, convirtiéndose en el himno de facto de la República Italiana. En las décadas siguientes se llevaron a cabo diversas iniciativas parlamentarias para convertirlo en el himno nacional oficial, hasta que la ley n.º 181 del 4 de diciembre de 2017 le otorgó al Canto degli Italiani la categoría de himno nacional de iure.

## Historia

### Origen
En un contexto histórico caracterizado por un patriotismo generalizado que ya presagiaba las revoluciones de 1848 y la primera guerra de la Independencia italiana, la letra del Canto degli Italiani fue escrita por el genovés Goffredo Mameli, entonces joven estudiante y ferviente patriota. Sin embargo, conviene recordar que, según la tesis del historiador Aldo Alessandro Mola, el autor de la letra del himno, demasiado complejo para un joven estudiante, sería en realidad su maestro Atanasio Canata, aunque esta hipótesis es rechazada por la mayoría de los historiadores.
En la fecha exacta de la redacción de la letra, las fuentes difieren. Según algunos autores, el himno fue escrito por Mameli el 10 de septiembre de 1847, mientras que según otros estudiosos la fecha de nacimiento de la composición fue dos días antes, el 8 de septiembre.
Tras descartar la idea de adaptarla a una música ya existente, el 10 de noviembre de 1847, Goffredo Mameli envió la letra del himno a Turín para que fuera musicalizada por el compositor genovés Michele Novaro, que en ese momento se encontraba en la casa del patriota Lorenzo Valerio. La idea cautivó a Novaro esa misma noche, y, esa misma noche, decidió ponerle música.
Mameli, quien era republicano, jacobino, y partidario del lema nacido de la Revolución francesa Liberté, égalité, fraternité («Libertad, igualdad, fraternidad»), se inspiró en el himno nacional francés, La Marsellesa, para escribir la letra del Canto degli Italiani. Por ejemplo, el verso Stringiamci a coorte («Juntémonos en cohorte») recuerda al verso del himno francés Formez vos bataillons («Formad vuestros batallones»).
El himno nacional griego, compuesto en 1823, fue otra pieza que inspiró a Mameli para escribir su himno. Ambas composiciones contienen referencias a la antigüedad clásica, lo que se ve como un ejemplo a seguir para liberarse de la dominación extranjera, y hacen un llamado a la combatividad, necesaria para aspirar a la reconquista de la libertad. En el himno griego se encuentra presente, como en el Canto degli Italiani, una mención al Imperio austríaco y a su dominio sobre la península italiana. Un verso de la versión completa del himno de Grecia, que se compone de 158 estrofas, dice Σὲ ξανοίγει ἀπὸ τὰ / νέφη καὶ τὸ μάτι τοῦ Ἀετοῦ, / ποῦ φτερὰ καὶ νύχια θρέφει / μὲ τὰ σπλάγχνα τοῦ Ἰταλοῦ («Te misma desde arriba de las nubes / el ojo del águila, / mientra alimenta alas y garras / con las entrañas del italiano»), donde el águila es el escudo imperial austríaco.
Italia también se menciona en el himno nacional polaco, escrito en 1797 en Reggio Emilia durante la era napoleónica, cuyo estribillo dice Marsz, marsz, Dąbrowski, z ziemi włoskiej do Polski («Marcha, marcha, Dąbrowski, desde tierra italiana a Polonia»). La letra se refiere al reclutamiento, entre las filas de los ejércitos napoleónicos estacionados en Italia, de voluntarios polacos que habían huido de su patria porque eran perseguidos por motivos políticos. Polonia, de hecho, fue sacudida por levantamientos que tenían como objetivo la independencia del país de Austria y Rusia. Estos voluntarios participaron en la primera campaña italiana con la promesa, de parte de Napoleón, de una incipiente guerra de liberación para Polonia. En particular, la letra insta al general polaco Jan Henryk Dąbrowski a volver con sus ejércitos lo antes posible a su tierra. La referencia es recíproca, ya que en el quinto verso del Canto degli Italiani se menciona la situación política de Polonia, que en ese momento era similar a la italiana, dado que ambos pueblos estaban sujetos a dominación extranjera. Esta cita recíproca entre Italia y Polonia en sus respectivos himnos es única en el mundo.
En el borrador original de la letra, había un verso dedicado a las mujeres italianas. Este verso, eliminado por el propio Mameli antes del estreno oficial del himno, rezaba Tessete o donzelle / bandiere e coccarde / fa l'alme gagliarde / l'invito d'amor («Tejed doncellas / banderas y escarapelas / hacen gallarda las almas / la invitación del amor»). Además, siempre en la versión original del himno, el primer verso de la primera estrofa decía Evviva l'Italia («Viva Italia»), pero Mameli lo cambió a Fratelli d'Italia («Hermanos de Italia»), como ya se puede leer en el texto que envió a Michele Novaro el 10 de noviembre de 1847. Este último, cuando recibió el manuscrito definitivo de Mameli para musicalizarlo, hizo algunos cambios en el texto, y añadió un rotundo Sì! («¡Sí!») al final del estribillo.

### Debut

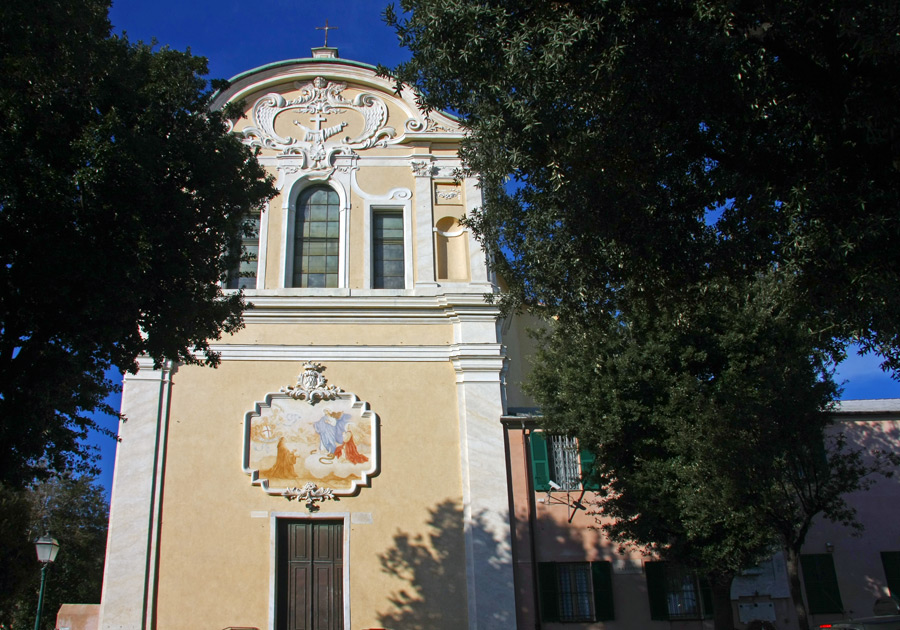
El santuario de Nuestra Señora de Loreto del barrio genovés de Oregina, frente al cual el Canto degli Italiani hizo su debut público el 10 de diciembre de 1847.

El himno hizo su debut público el 10 de diciembre de 1847 en Génova cuando, en la plaza del santuario de Nuestra Señora de Loreto del barrio de Oregina, fue presentado a los ciudadanos con motivo de una conmemoración de la revuelta en el barrio genovés de Portoria contra los ocupantes de Austria durante la guerra de sucesión austríaca. En la ocasión fue interpretado por la Filarmonica Sestrese, entonces banda municipal de Sestri Ponente, frente a una parte de esos 30 000 patriotas —de toda Italia— que se habían reunido en Génova para la conmemoración.
Como su autor era un célebre seguidor del patriota genovés Giuseppe Mazzini, la pieza fue prohibida por la policía saboyana hasta marzo de 1848. Su ejecución musical también fue prohibida por la policía austríaca, que también persiguió su interpretación cantada —considerada un delito político— hasta el final de la Primera Guerra Mundial.
Hay dos manuscritos autografiados que se conservan. El primero, el original vinculado al primer borrador, se encuentra en el Instituto Mazziniano de Génova, mientras que el segundo, el enviado por Mameli el 10 de noviembre de 1847 a Novaro, es conservado en el Museo del Risorgimento de Turín. El manuscrito autografiado que envió Novaro al editor Francesco Lucca se encuentra en cambio en Milán, en el Archivo Histórico Ricordi.
Las primeras críticas al Canto degli Italiani fueron realizadas por Giuseppe Mazzini, quien consideró la música como poco marcial. El patriota genovés también impugnó la letra, y encargó una nueva composición a Mameli en 1848, musicalizada por Giuseppe Verdi, cuyo título fue Suona la tromba («Suena la trompeta»). Sin embargo, incluso esta nueva canción no obtuvo los favores de Mazzini, por lo que fue el Canto degli Italiani el que se convirtió en el himno símbolo de la unificación italiana, proceso conocido en Italia como Risorgimento («Resurgimiento»).

### De las revoluciones de 1848 a la Expedición de los Mil

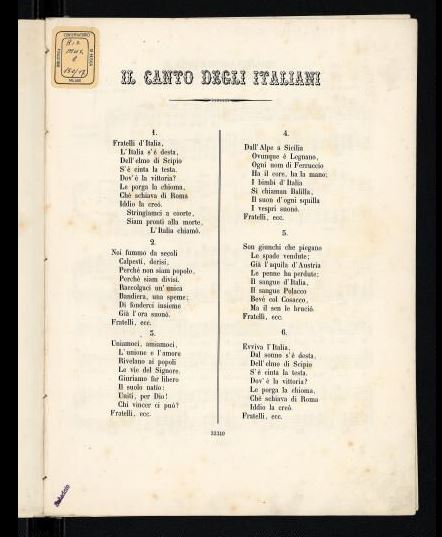
Página con las seis estrofas, de la edición de 1860 impresa por Tito I Ricordi.

Cuando debutó el Canto degli Italiani, solo faltaban unos meses para las revoluciones de 1848. Poco antes de la promulgación del Estatuto albertino, se había derogado una ley coercitiva que prohibía las reuniones de más de diez personas. A partir de este momento, el Canto degli Italiani experimentó un éxito creciente también gracias a su pegadizo, que facilitó su difusión entre la población.
Con el tiempo, el himno se hizo cada vez más popular y se cantó en casi todos los eventos, por lo que se convirtió en uno de los símbolos del Risorgimento. De hecho, la composición fue cantada en varias oportunidades por los insurgentes con motivo de las cinco jornadas de Milán, y fue entonada con frecuencia durante las celebraciones de la promulgación, por Carlos Alberto de Cerdeña, del Estatuto albertino. Incluso, la breve experiencia de la República Romana (1849) tuvo, entre los himnos más cantados por los voluntarios, el Canto degli Italiani, con Giuseppe Garibaldi que solía tararearlo y silbarlo durante la defensa de Roma y la huida a Venecia.
Cuando la canción se hizo popular, las autoridades saboyanas censuraron la quinta estrofa, con letras muy fuertes contra los austríacos. Sin embargo, tras la declaración de guerra a Austria y el inicio de la primera guerra de la Independencia italiana (1848-1849), los soldados y las bandas militares de Saboya lo interpretaron con tanta frecuencia que el rey Carlos Alberto se vio obligado a retirar toda censura. De hecho, el himno estaba muy extendido entre las filas de los voluntarios republicanos, y compartía su popularidad con la canción Addio mia bella addio («Adiós, mi bella, adiós»).
El Canto degli Italiani también fue una de las canciones más populares de la segunda guerra de la Independencia italiana (1859), esta vez junto a La bella Gigogin y Va, pensiero («Vuela, pensamiento») de Giuseppe Verdi. El himno de Mameli fue además una de las canciones más entonadas durante la Expedición de los Mil (1860), con la que Garibaldi conquistó el Reino de las Dos Sicilias, en conjunto con el Inno di Garibaldi («Himno de Garibaldi»). En Quarto, las dos canciones fueron entonadas a menudo por Garibaldi y sus tropas.

### De la unificación de Italia a la Primera Guerra Mundial

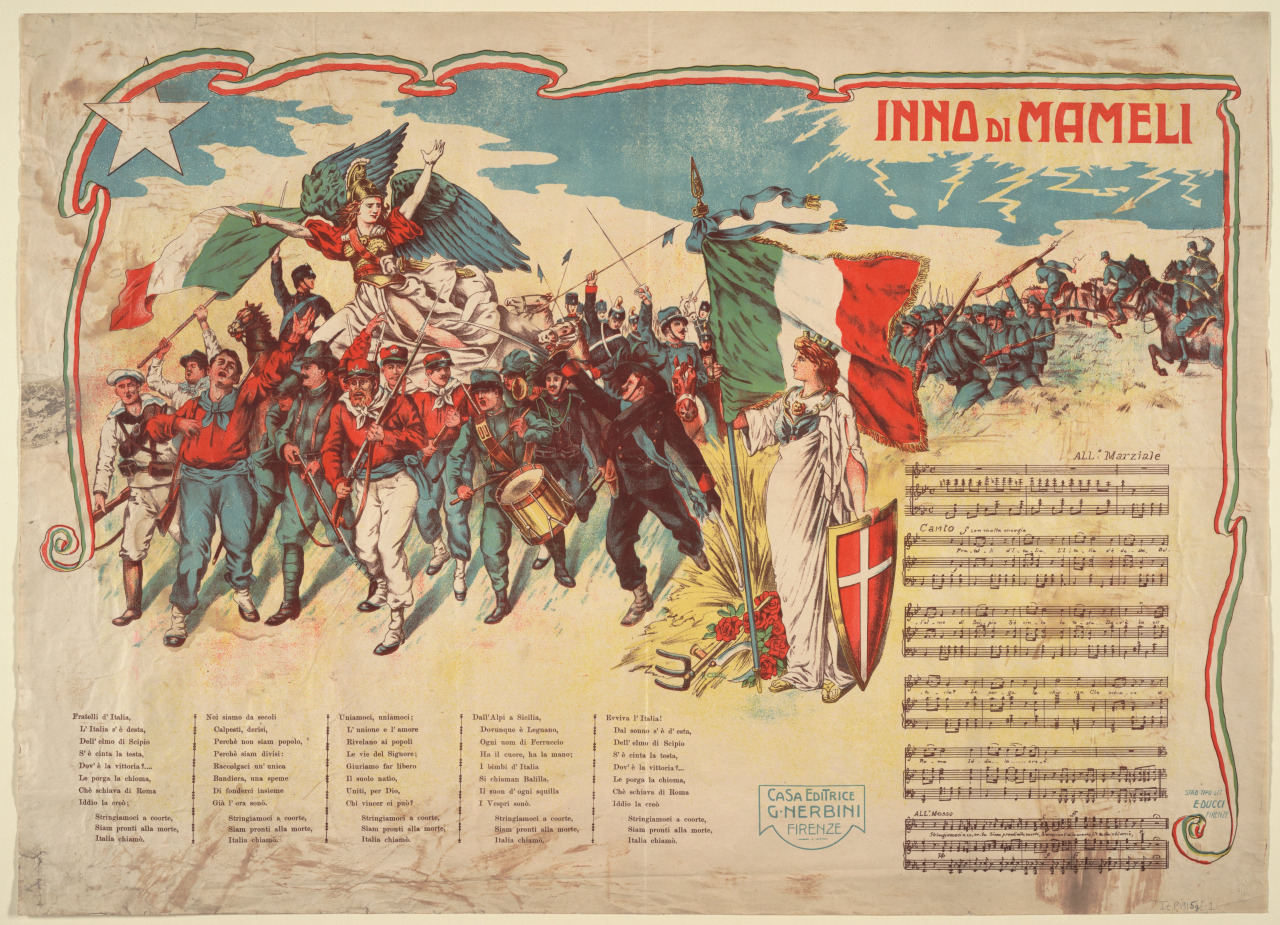
Propaganda de los años 1910 que muestra la partitura y letra del Canto degli Italiani.

Después de la proclamación del Reino de Italia (1861) se eligió como himno nacional la Marcia Reale («Marcha Real»), que fue compuesta en 1831. Esta decisión se tomó debido a que el Canto degli Italiani, que tenía una letra poco conservadora y se caracterizaba por una fuerte impronta republicana y jacobina, no se correspondía con el epílogo de la unificación italiana, que fue de carácter monárquico. Aunque las referencias a los principios republicanos de Mameli eran más históricas que políticas, la canción también era mal vista por los círculos socialistas y anarquistas, que la consideraban demasiado poco revolucionaria.
En 1862 Giuseppe Verdi, en su Himno de las naciones —compuesto para la Exposición Universal de Londres—, confió al Canto degli Italiani, y no a la Marcia Reale, la función de representar a Italia, signo autoritario del hecho de que no todos los italianos identificaron en la Marcia Reale el himno que mejor expresaba el sentimiento de unidad nacional. En consecuencia, el himno de Mameli en esta ocasión fue incorporado junto a God Save the Queen («Dios salve a la reina») y La Marsellesa. Incluso el patriota y político Giuseppe Massari, que luego se convirtió en uno de los biógrafos más importantes de Cavour, prefirió el Canto degli Italiani como una canción representativa de la unidad nacional. El único himno oficial presente en la composición de Verdi fue God Save the Queen, ya que La Marsellesa, con fuertes connotaciones republicanas, aún no era la canción representativa del estado francés, que en ese momento no era una república sino una monarquía gobernada por un emperador, Napoleón III.
El canto fue una de las canciones más comunes durante la tercera guerra de la Independencia italiana (1866), luego de la cual, con la unificación de Italia casi completa, el comienzo de la segunda estrofa fue cambiado de Noi siamo da secoli / calpesti, derisi («Somos desde hace siglos / pisoteados, humillados») a Noi fummo per secoli / calpesti, derisi («Fuimos desde hace siglos / pisoteados, humillados»), y en el estribillo se repitió la frase siam pronti alla morte («estamos preparados para la muerte»).
El himno de Mameli fue cantado en la toma de Roma del 20 de septiembre de 1870, en donde estuvo acompañado por coros que la entonaron junto a La bella Gigogin y la Marcia Reale, además de ser interpretada a menudo por la banda militar de los Bersaglieri. Incluso después de la unificación italiana, el Canto degli Italiani, que se enseñaba en las escuelas, continuó siendo popular entre los italianos, pero ahora acompañado de otras composiciones musicales relacionadas con la situación política y social de la época como el Inno dei lavoratori («Himno de los trabajadores») y Addio a Lugano («Adiós a Lugano»), que en parte eclipsaron la popularidad de las canciones originadas en la época de la unificación, ya que tenían un significado más ligado a los problemas cotidianos.
El Canto degli Italiani, gracias a las referencias al patriotismo y a la lucha armada, volvió a tener éxito durante la guerra ítalo-turca (1911-1912), donde se unió a A Tripoli («A Trípoli»), y en las trincheras de la Primera Guerra Mundial (1915-1918), en donde fue un símbolo por el irredentismo que la caracterizaba, a pesar de que para el término de ese conflicto armado se prefirió en el contexto patriótico otras composiciones musicales de tono más militar como La canzone del Piave («La canción del Piave»), Canzone del Grappa («Canción del Grappa») o La campana di San Giusto («La campana de San Justo»). Poco después de que Italia entrara en la Primera Guerra Mundial, el 25 de julio de 1915, Arturo Toscanini interpretó el Canto degli Italiani durante una manifestación intervencionista.
En 1916 Nino Oxilia dirigió la película muda L'Italia s'è desta! («¡Italia ha despertado!»), cuyo título retoma el segundo verso del Canto degli Italiani. La proyección de la película estuvo acompañada por una orquesta con un coro que interpretó los himnos patrióticos más famosos de la época: el Inno di Garibaldi, el Canto degli Italiani, el coro de Mosè in Egitto («Moisés en Egipto») de Gioachino Rossini y de Nabucco y I Lombardi alla prima crociata («Los lombardos en la primera cruzada») de Giuseppe Verdi.

### Durante el fascismo
Después de la marcha sobre Roma (1920) cobraron importancia canciones fascistas como Giovinezza («Juventud»), que fueron muy difundidas y publicitadas, así como enseñadas en las escuelas, aunque no eran himnos oficiales. En este contexto se desalentó el uso de las melodías no fascistas, en donde el Canto degli Italiani no fue la excepción. 
En 1932 el secretario del Partido Nacional Fascista Achille Starace decidió prohibir las piezas musicales que no elogiaran a Benito Mussolini y, más en general, las que no estuvieran vinculadas de forma directa al fascismo. De esta manera, se prohibieron canciones consideradas subversivas, como las de estilo socialista o anarquista, entre las que se encontraban el Inno dei lavoratori o La Internacional, y los himnos oficiales de naciones extranjeras no simpatizantes con el fascismo como La Marsellesa. Tras la firma de los Pactos de Letrán entre el Reino de Italia y la Santa Sede (1929), ya se habían prohibido las canciones anticlericales. A pesar de esto, las canciones de la época de la unificación italiana fueron toleradas, y el Canto degli Italiani, que estaba prohibido en las ceremonias oficiales, recibió una cierta condescendencia en ocasiones especiales.
Con el mismo espíritu se alentaron canciones como el himno nazi Horst-Wessel-Lied («Canción de Horst Wessel») y el canto franquista Cara al sol, ya que eran composiciones oficiales de regímenes similares al liderado por Mussolini. Por otra parte, algunas canciones fueron limitadas, como La canzone del Piave, interpretada de forma casi exclusiva durante el aniversario de la victoria en la Primera Guerra cada 4 de noviembre.

### Segunda Guerra Mundial

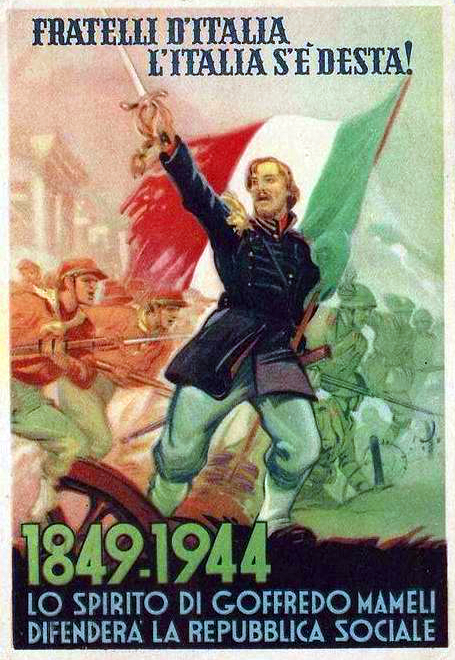
El Canto degli Italiani recordado junto con la unificación italiana en un cartel propagandístico de la República Social Italiana.

Durante la Segunda Guerra Mundial las canciones fascistas compuestas por músicos del régimen fueron las que se difundieron por radio, por lo que muy pocas canciones nacieron de forma espontánea entre la población. En los años de este conflicto bélico eran comunes las canciones A primavera viene il bello («En primavera llega lo mejor»), Battaglioni M («Batallones M»), Vincere! («¡Vencer!») y Camerata Richard («Camarada Richard»), mientras que, dentro de las canciones nacidas de forma espontánea, la más famosa fue Sul ponte di Perati («En el puente de Perat»).
Tras el armisticio del 8 de septiembre de 1943 el gobierno italiano adoptó de forma provisoria como himno nacional La canzone del Piave, en reemplazo de la Marcia Reale —la monarquía italiana estaba cuestionada por haber permitido el establecimiento de la dictadura fascista—. Con el nuevo himno oficial se recordaba la victoria italiana en la Primera Guerra, lo que pudo infundir valor y esperanzas a las tropas del Regio Esercito que lucharon contra los republicanos y alemanes.
En este contexto, el himno de Mameli, junto a otras canciones con origen en la época de la unificación y algunas canciones partisanas, volvió a resonar en el sur de Italia liberado por los Aliados y en las áreas controladas por los partisanos al norte del frente de la guerra. El Canto degli Italiani, en particular, tuvo un buen éxito en los círculos antifascistas, donde se unió a Fischia il vento («Sopla el viento») y Bella ciao («Adiós, bella»). Algunos estudiosos creen que este éxito de la canción en los círculos antifascistas fue decisivo para su elección como himno provisional de la República Italiana.
A menudo el Canto degli Italiani se le denomina de forma errónea como el himno de la República Social Italiana de Benito Mussolini. Sin embargo, está documentada la carencia de un himno oficial en este estado, que en las ceremonias ocupaba el himno de Mameli o Giovinezza. El Canto degli Italiani y, en general, las ideas de la época de la unificación fueron utilizados por la República de Mussolini, en un cambio de ideas respecto al pasado, solo con fines de propaganda.

### Del fin de la guerra a su adopción provisoria
En 1945, una vez terminada la guerra, Arturo Toscanini dirigió en Londres la interpretación del Himno de las naciones compuesto por Verdi en 1862, en donde se incorpora el Canto degli Italiani. Como himno oficial provisorio, en cambio, después del nacimiento de la República Italiana, fue confirmado de forma temporal La canzone del Piave.
Para la elección del himno oficial se abrió un debate en la que las principales opciones fueron Va, pensiero del Nabucco de Verdi, la redacción de una canción inédita, el Canto degli Italiani, el Inno di Garibaldi y la confirmación de La canzone del Piave. La clase política de la época aprobó entonces la propuesta del ministro de Guerra Cipriano Facchinetti, que preveía la adopción del himno de Mameli como himno provisional del Estado.
La canzone del Piave tuvo por tanto la función de himno nacional de la República Italiana hasta el Consejo de Ministros del 12 de octubre de 1946, cuando Cipriano Facchinetti, de convicción política republicana, anunció de forma oficial que durante el juramento de las Fuerzas Armadas el 4 de noviembre, como himno provisional, se habría adoptado el Canto degli Italiani.
Facchinetti también declaró que se propondría un proyecto de decreto que confirmaría al himno de Mameli como himno nacional provisional de la república recién formada, intención que, sin embargo, no se siguió. No hubo un consenso sobre la elección del Canto degli Italiani, ya que, por ejemplo, desde las columnas de l'Unità, el periódico del Partido Comunista Italiano, se propuso el Inno di Garibaldi como canción nacional. De hecho, la izquierda italiana consideraba como la figura más destacada de la unificación a Garibaldi y no a Mazzini, quien se consideraba de una segunda categoría con respecto al «héroe de dos mundos».
El ministro de Guerra propuso formalizar el himno de Mameli en la Constitución, que estaba en preparación en ese momento, pero sin éxito. La Constitución, que entró en vigor en 1948, establecía en su artículo 12 el uso de la bandera, pero no estableció el himno ni el emblema de la república, que luego fue aprobado por decreto legislativo del 5 de mayo de 1948. El emblema fue elegido tras dos concursos en los que participaron en total 800 logotipos creados por 500 artistas, en donde resultó ganador Paolo Paschetto con su conocido Stellone («Gran Estrella»). Sin embargo, la aprobación definitiva de la Constitución, que tuvo lugar el 22 de diciembre de 1947 por la Asamblea Constituyente, fue recibida por el público asistente a la sesión desde las gradas, y más tarde también por los padres constituyentes, con una interpretación espontánea del Canto degli Italiani.
En algunos actos institucionales organizados en el extranjero poco después de la proclamación de la República, debido a la no formalización del Canto degli Italiani, los cuerpos musicales de las naciones anfitrionas tocaron por error, para vergüenza de las autoridades italianas, la Marcia Reale. En una ocasión, en un estado africano, la banda nacional del país anfitrión interpretó 'O sole mio («Mi sol»).
El himno de Mameli tuvo en esa época un gran éxito entre los emigrantes italianos, y, de hecho, una gran cantidad de partituras del Canto degli Italiani se puede encontrar, junto con banderas de Italia, en muchas tiendas de las diversas Little Italy («Pequeña Italia») esparcidas por el mundo anglosajón. El himno nacional italiano se interpreta a menudo en ocasiones más o menos oficiales en América del Norte y del Sur, y, en particular, fue la banda sonora de la recaudación de fondos destinada a la población italiana devastada por la Segunda Guerra Mundial, que se organizó en América.

### Redescubrimiento

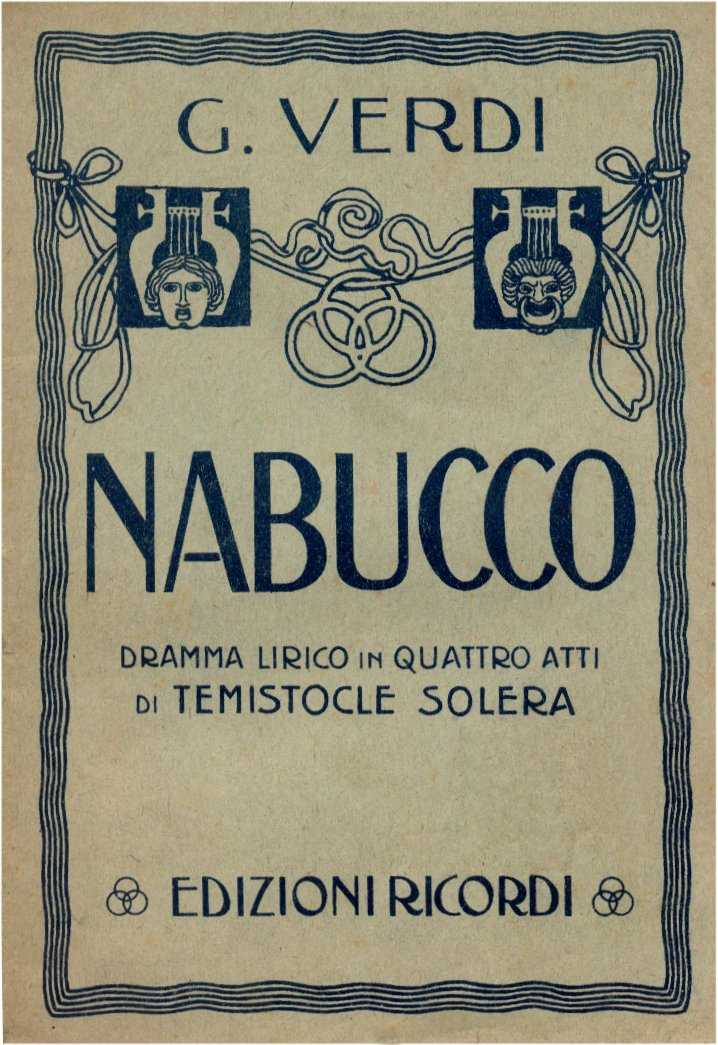
Portada del libreto de Nabucco, que contiene el coro de Va, pensiero.

Tras alcanzar la condición de himno nacional provisional, el Canto degli Italiani comenzó a ser objeto de críticas, tanto es así que en varias ocasiones se habló de su sustitución. En la década de 1950 se decidió realizar una encuesta radiofónica para establecer qué pieza musical debería reemplazar al himno de Mameli como himno nacional italiano. En esta encuesta, que no decretó el cambio oficial del himno por la falta de éxito obtenido, ganó Va, pensiero de Verdi. Poco después de la encuesta mencionada, se lanzó un concurso público para la redacción de una nueva composición que debería reemplazar al Canto degli Italiani, cuya intención era tener un himno más moderno y de mayor calibre cultural, pero que no prosperó debido a la mala calidad de las composiciones musicales recibidas. En 1960 la RAI, en un programa de televisión, lanzó una encuesta para elegir la pieza musical que debería reemplazar al himno de Mameli como himno nacional italiano; sin embargo, todas las opciones presentadas fueron rechazadas por el público.
Las críticas continuaron en las décadas siguientes, y a partir de los Movimientos sociales de 1968 el Canto degli Italiani fue objeto de desinterés colectivo y, muy a menudo, de una verdadera y auténtica aversión. Dadas sus referencias a la lucha armada y a la patria, el himno de Mameli fue visto como una composición musical arcaica con marcadas características de derecha. Entre los exponentes políticos que propusieron la sustitución del Canto degli Italiani se encontraban Bettino Craxi, Umberto Bossi y Rocco Buttiglione. Entre los músicos que pidieron un nuevo himno nacional se encontraba Luciano Berio. Michele Serra sugirió la revisión del texto en italiano moderno, mientras que Antonio Spinosa juzgó que el Canto degli Italiani era demasiado machista.
Fue el presidente de la República Italiana Carlo Azeglio Ciampi, en funciones de 1999 a 2006, quien activó una labor de puesta en valor y relanzamiento del Canto degli Italiani como uno de los símbolos de la identidad nacional. Para obviar las críticas, Ciampi confiaba a menudo la interpretación del himno, en ocasiones oficiales, a importantes directores como Zubin Mehta, Giuseppe Sinopoli, Claudio Abbado y Salvatore Accardo. Un aspecto visible de esta acción de promoción consistió en persuadir a los jugadores de la selección de fútbol italiana para que cantaran el himno durante su interpretación antes de los encuentros deportivos a partir del Mundial de 2002, ya que antes de este torneo era habitual que ni los futbolistas ni el público acompañaran la melodía con su canto.
Ciampi también restauró el día festivo para la Fiesta de la República Italiana del 2 de junio y su desfile militar en los foros imperiales de Roma, en lo que fue la ejecución de una acción más general para realzar los símbolos patrios de Italia. La iniciativa de Ciampi fue retomada y continuada por su sucesor Giorgio Napolitano, con especial énfasis durante las celebraciones del 150.º aniversario de la unificación de Italia.
La acción de Ciampi comenzó tras su gesto de protesta contra Riccardo Muti en el estreno de la temporada 1999-00 del Teatro de La Scala. El presidente rechazó la tradicional visita de felicitación al director en su camerino, ya que Muti no había inaugurado la velada, como era habitual, con el Canto degli Italiani. El director consideró inadecuado al himno de Mameli, y en su lugar presentó Fidelio de Ludwig van Beethoven. Por otro lado, el propio Muti defendió el himno de Mameli al apreciar el llamado a la acción, con el objetivo de liberarse de la dominación extranjera, que el canto dirige al pueblo italiano frente al dolor que transmite la superior en términos musicales Va, pensiero, el candidato más frecuente para su reemplazo. Por lo tanto, Muti consideró al himno, con su carga de sentidos vigorizantes del espíritu patriótico, más adecuado para ser interpretado en los actos oficiales. Otros músicos, como el compositor Roman Vlad, consideran que la música es cualquier cosa menos mala y no es inferior a la de muchos otros himnos nacionales. Con motivo de las celebraciones del 2 de junio de 2002, se presentó una versión correcta en sentido filológico de la melodía de la partitura, obra de Maurizio Benedetti y Michele D'Andrea, que retoma los signos de expresión presentes en el manuscrito de Novaro.

### Oficialización

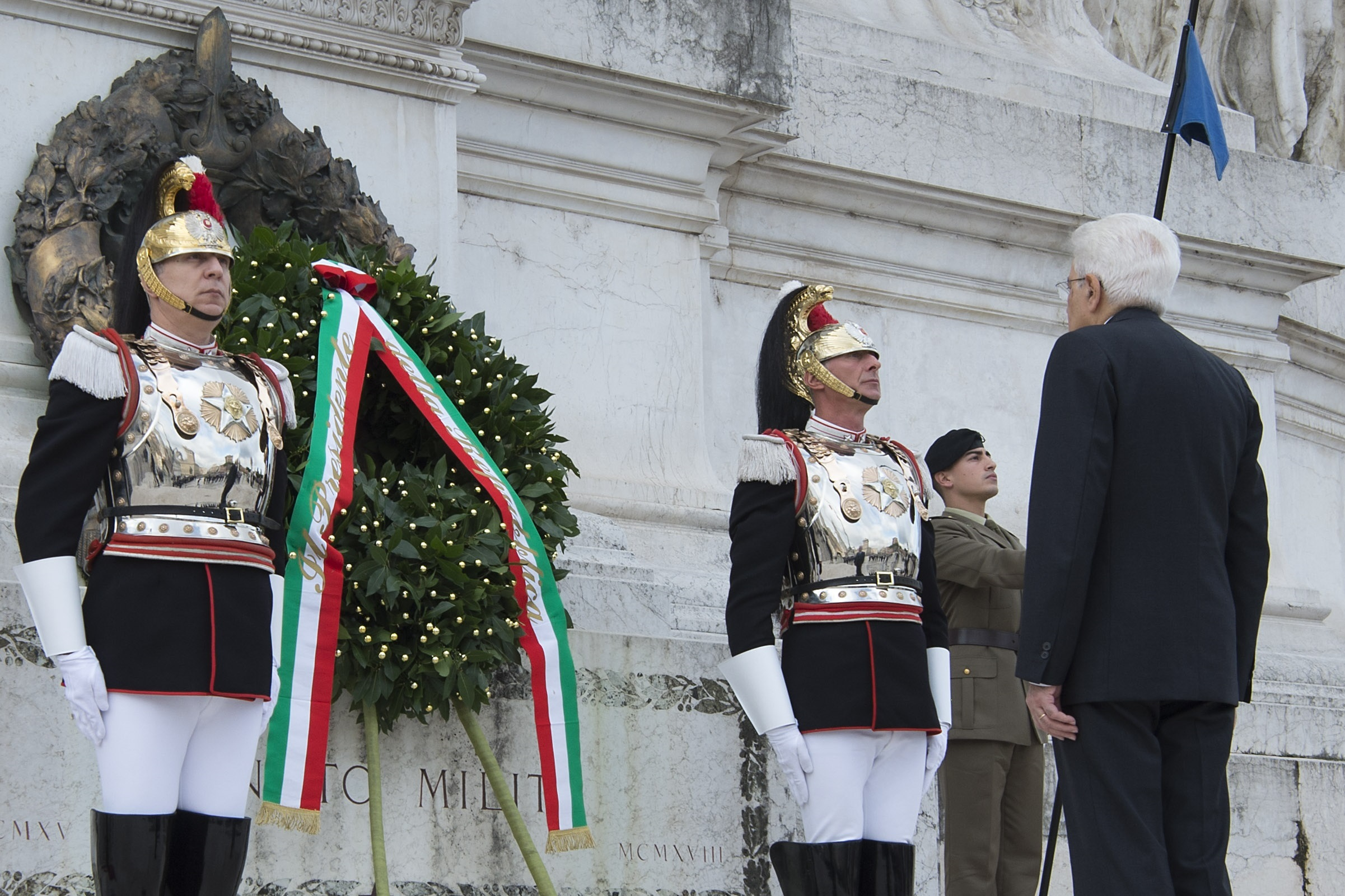
El presidente de la República Italiana Sergio Mattarella, entre los Coraceros y la guardia de honor, rinde homenaje a la tumba del soldado desconocido.

En 2005 se aprobó un proyecto de ley en la Comisión de Asuntos Constitucionales del Senado. Este proyecto no prosperó por el vencimiento de la legislatura, aunque se realizó una comunicación errónea en la que se informaba de que se había aprobado un decreto ley con fecha del 17 de noviembre, gracias al cual el Canto degli Italiani habría obtenido su oficialidad. Esta información incorrecta también fue comunicada de forma posterior por fuentes autorizadas.
En 2006, con la nueva legislatura, se discutió un proyecto de ley, siempre en la Comisión de Asuntos Constitucionales del Senado, que preveía la adopción de una especificación sobre la letra, la música y la modalidad de la ejecución del himno. En el mismo año se presentó al Senado un proyecto de ley constitucional que requería la modificación del artículo 12 de la Constitución italiana con la adición del párrafo «El himno de la República es Fratelli d'Italia», pero que no prosperó debido a la pronta disolución de las cámaras. En 2008 se adoptaron otras iniciativas similares en el parlamento, pero que no consiguieron formalizar el Canto degli Italiani en la Constitución, por lo que aún era provisional y aprobado de facto.
El 16 de septiembre de 2009 se presentó un proyecto de ley, que nunca fue discutido, que preveía la adición del párrafo «El himno de la República es Il Canto degli Italiani de Goffredo Mameli, con música de Michele Novaro» al artículo 12 de la Constitución. A su vez, el 23 de noviembre de 2012, se aprobó una ley que establece la obligación de enseñar el himno de Mameli y otros símbolos nacionales italianos en las escuelas. Esta norma también prevé la enseñanza del contexto histórico en el que se escribió la composición musical, con especial atención a las premisas que motivaron su nacimiento.
El 29 de junio de 2016, a raíz de la disposición del 23 de noviembre de 2012, se presentó un proyecto de ley a la Comisión de Asuntos Constitucionales de la Cámara de Diputados para convertir el Canto degli Italiani en el himno oficial de la República Italiana. El 25 de octubre de 2017, la Comisión de Asuntos Constitucionales de la Cámara aprobó este proyecto de ley con las modificaciones correspondientes y el 27 de octubre pasó a la comisión correspondiente del Senado de la República. El 15 de noviembre de 2017, la Comisión de Asuntos Constitucionales del Senado aprobó el proyecto de ley que reconoce el Canto degli Italiani de Goffredo Mameli y Michele Novaro como himno nacional de la República Italiana.
Dado que las dos comisiones parlamentarias mencionadas aprobaron la disposición en la sede legislativa, esta última fue promulgada directamente por el presidente de la República Italiana el 4 de diciembre de 2017 como «ley n.º 181» sin necesidad de los pasajes habituales en las salas parlamentarias. El 15 de diciembre de 2017 concluyó de forma definitiva el proceso, con la publicación en la Gazzetta Ufficiale de la Ley N.º 181 de 4 de diciembre de 2017, titulada «Reconocimiento del Canto degli Italiani de Goffredo Mameli como himno nacional de la República», que entró en vigor el 30 de diciembre de 2017.

## Letra

### Primera estrofa
Fratelli d'Italia

L'Italia s'è desta

Dell'elmo di Scipio

S'è cinta la testa

Dov'è la Vittoria?!

Le porga la chioma

Ché schiava di Roma

Iddio la creò
Hermanos de Italia

Italia ha despertado

Con el yelmo de Escipión

Se ha cubierto la cabeza

¡¿Dónde está la Victoria?!

Ofrezca ésta la cabellera

Que esclava de Roma

Dios la creó

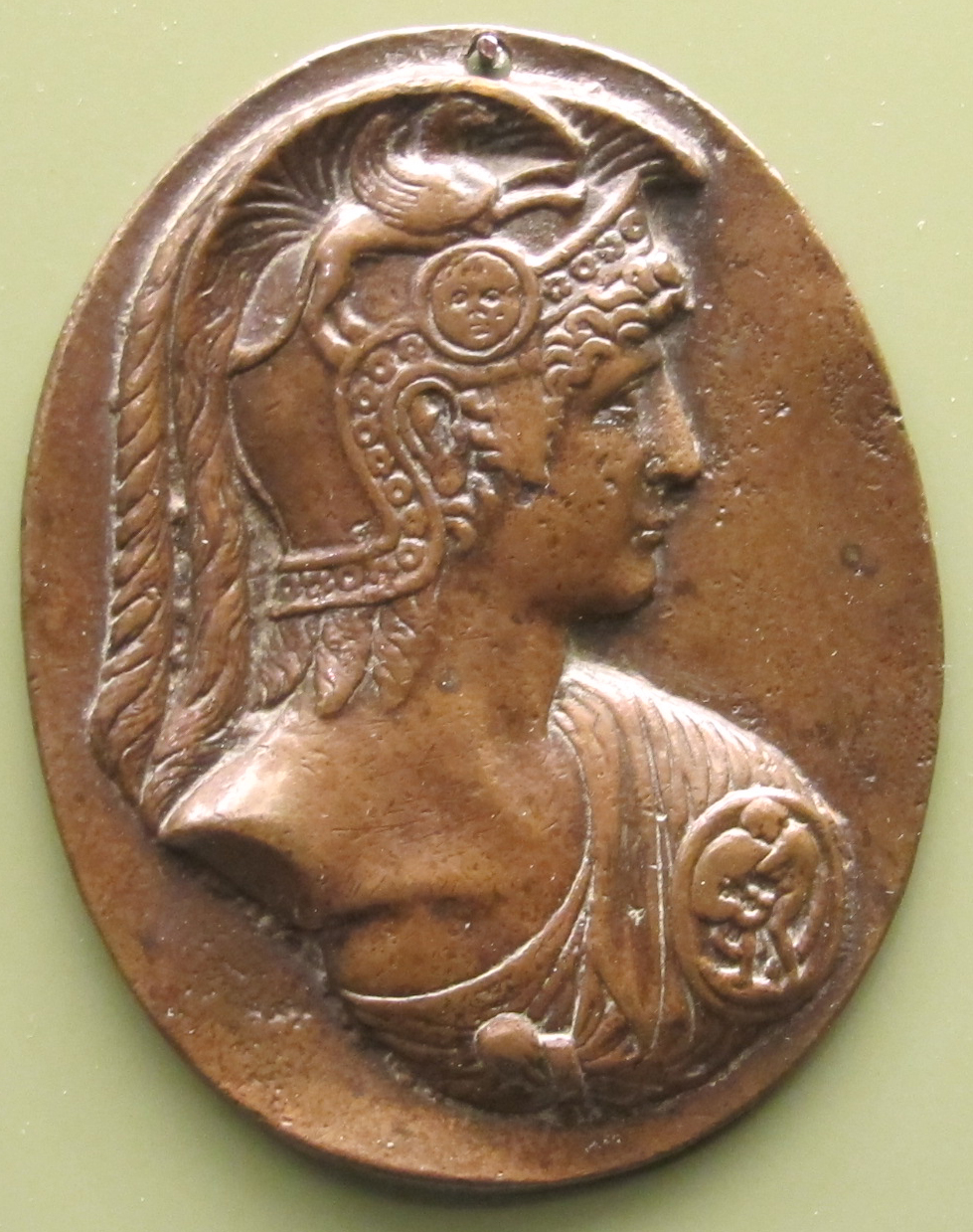
Publio Cornelio Escipión, apodado «Escipión el Africano» después de la batalla de Zama. En el Canto degli Italiani se le llama por el nombre latino de Scipio.

El primer verso de la primera estrofa contiene una referencia al hecho de que los italianos pertenecen a un solo pueblo y que son, por tanto, Fratelli d'Italia («Hermanos de Italia»), lo que además originó uno de los nombres por lo que se conoce al Canto degli Italiani. Esta exhortación a los italianos, entendidos como hermanos, a luchar por su país, se encuentra en el primer verso de muchos poemas patrióticos de la época de la unificación italiana. Su, figli d'Italia! su, in armi! coraggio! («¡Vamos hijos de Italia! ¡En pie de guerra! ¡Valor!») es el comienzo de All'armi! all'armi! («¡A las armas! ¡A las armas!») de Giovanni Berchet, y Fratelli, all'armi, all'armi! («¡Hermanos, a las armas, a las armas!») es el primer verso de All'armi! («¡A las armas!») de Gabriele Rossetti, mientras que Fratelli, sorgete («Hermanos, levántense») es el comienzo del coro homónimo de Giuseppe Giusti. Una canción popular toscana, atribuida a Francesco Domenico Guerrazzi y que menciona al papa Pío IX, tenía como primer verso Su, fratelli! D'un Uom la parola («¡Arriba, hermanos! La palabra de un hombre»).
En la primera estrofa también se menciona al político y militar romano Publio Cornelio Escipión, quien es llamado en el himno Scipio, su nombre en latín. Escipión derrotó al general cartaginés Aníbal en la batalla de Zama (202 a. C.), que concluyó la segunda guerra púnica, y liberó la península italiana del ejército cartaginés. Después de esta batalla, a Escipión lo apodaron «el Africano». Según Mameli, Italia lleva ahora de forma metafórica el yelmo de Escipción, lista para luchar para liberarse del yugo extranjero y volver a unirse. La frase l'Italia s'è desta («Italia ha despertado») ya estaba incluida en el himno de la República Partenopea de 1799, que fue musicalizado por Domenico Cimarosa, inspirándose en los escritos de Luigi Rossi.
Siempre en la primera estrofa, también se hace referencia a la diosa Victoria con la pregunta retórica Dov'è la Vittoria? («¿Dónde está la Victoria?»), quien durante mucho tiempo tuvo una estrecha vinculación a la Antigua Roma —Ché schiava di Roma («Que esclava de Roma»)— por diseño de Dios —Iddio la creò («Dios la creó»)—, pero que ahora se consagra a la nueva Italia entregándole su cabello para que se lo corte —Le porga la chioma («Ofrezca ésta la cabellera»)—, convirtiéndose así en esclava. Estos versos se refieren a la costumbre de las esclavas de la Antigua Roma de llevar el cabello corto, mientras que las mujeres romanas libres, en cambio, lo llevaban largo. En cuanto a «esclava de Roma», el significado es que la Antigua Roma hizo, con sus conquistas, a la diosa Victoria «su esclava». Ahora, sin embargo, la diosa está dispuesta a «ser esclava» de la nueva Italia en la serie de guerras necesarias para expulsar al extranjero del suelo nacional y unificar el país. Con estos versos Mameli, con un tema recurrente en la unificación, alude al despertar de Italia de un letargo que duró siglos, en un renacimiento inspirado en las glorias de la Antigua Roma.
Esta fuerte referencia a la historia de la Antigua Roma tiene su origen en que este período histórico fue estudiado con atención en las escuelas de la época, y que, en particular, la preparación cultural de Mameli tenía fuertes connotaciones clásicas. La historia republicana romana también se retoma en la primera estrofa de la composición.

### Estribillo
Stringiamci a coorte,

siam pronti alla morte.

Siam pronti alla morte,

l'Italia chiamò,

sì.
Juntémonos en cohorte,

estamos listos para la muerte.

Estamos listos para la muerte,

Italia llamó,

sí.

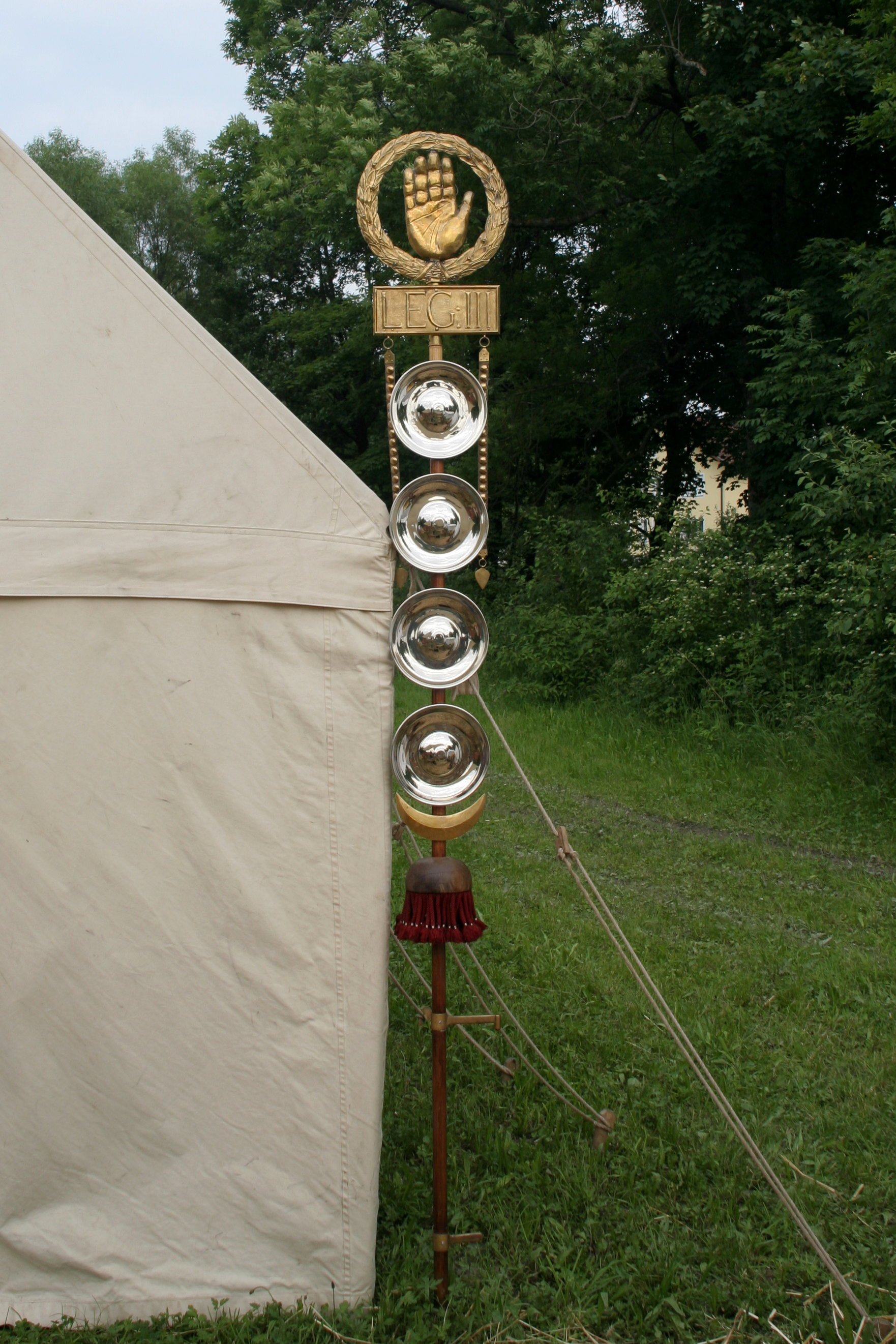
Reconstrucción de una insignia de una centuria, donde se indicaba el número de la misma en la cohorte.

El estribillo menciona la cohorte, unidad militar del ejército romano que corresponde a la décima parte de una legión. Con Stringiamci a coorte, siam pronti alla morte, l'Italia chiamò («Juntémonos en cohorte, estamos preparados para la muerte, Italia llamó») alude al llamado a las armas del pueblo italiano con el objetivo de expulsar al gobernante extranjero del suelo nacional y unificar el país, en ese momento aún dividido en siete estados preunitarios. «Juntarse en cohorte» significa de forma metafórica cerrar las filas y prepararse a luchar. En el estribillo, por razones métricas, el término sincopado stringiamci, escrito sin la letra «o» está presente en lugar de stringiamoci.
El bullicioso Sì! («¡Sí!») añadido por Novaro al estribillo cantado después de la última estrofa alude en cambio al juramento del pueblo italiano de luchar a muerte para lograr la liberación del suelo nacional del extranjero y la unificación del país.

### Segunda estrofa
Noi fummo da secoli

calpesti, derisi.

Perché non siam Popolo,

perché siam divisi.

Raccolgaci un'Unica

bandiera, una speme

di fonderci insieme

Già l'ora suonò
Fuimos desde hace siglos

pisoteados, humillados.

Por qué no somos un pueblo,

por qué estamos divididos.

Que nos reúna una única

bandera, una esperanza

de fusionarnos

Ya llegó la hora

En el segundo verso, en cambio, se hace referencia a la esperanza de que Italia, todavía dividida en estados preunitarios y, por lo tanto, durante siglos a menudo tratada como una tierra de conquista, se reúna bajo una sola bandera fusionándose en una sola nación. Mameli, en el segundo verso, subraya por tanto la razón de la debilidad de Italia: las divisiones políticas.

### Tercera estrofa
Uniamoci, amiamoci

L'unione e l'amore

Rivelano ai Popoli

Le vie del Signore

Giuriamo far Libero

Il suolo natio

Uniti, per Dio,

Chi vincer ci può!?
Unámonos, amémonos

La unión y el amor

Revelan a los pueblos

Los caminos del Señor

Juremos hacer libre

El suelo natal

Unidos, por Dios,

¡¿Quién puede vencernos?!

La tercera estrofa fomenta la búsqueda de la unidad nacional con la ayuda de la Divina Providencia y gracias a la participación de todo el pueblo italiano unido con una intención en común. La expresión per Dio («por Dios») es un galicismo, con el que Mameli se refiere a la ayuda de parte de Dios.
Estos versos retoman la idea de Mazzini de un pueblo unido y cohesionado que lucha por su libertad siguiendo el deseo de Dios. De hecho, los lemas de la Joven Italia eran Unione, forza e libertà («Unión, fuerza y libertad») y Dio e popolo («Dios y pueblo»). En estos versos también se reconoce la impronta romántica del contexto histórico de la época.

### Cuarta estrofa
Dall'Alpi a Sicilia

Dovunque è Legnano,

Ogn'uom di Ferruccio

Ha il core, ha la mano,

I bimbi d'Italia

Si chiaman Balilla

Il suon d'ogni squilla

I Vespri suonò
De los Alpes a Sicilia

Por todas partes está Legnano

Cada hombre de Ferruccio

Tiene el corazón, tiene la mano

Los niños de Italia

Se llaman Balilla

El sonido de cada campana

En las Vísperas sonó

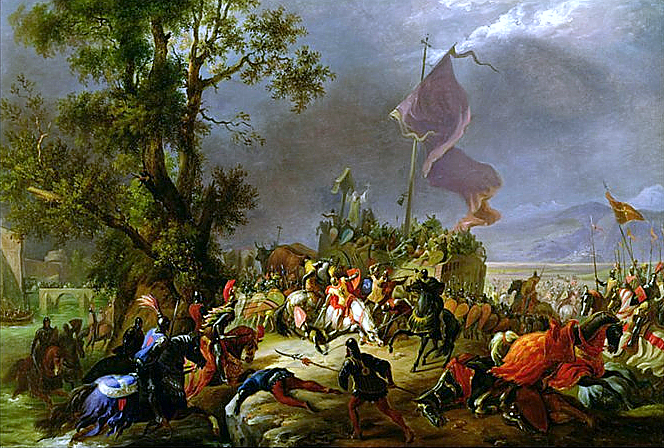
La batalla de Legnano en un cuadro de Massimo d'Azeglio.

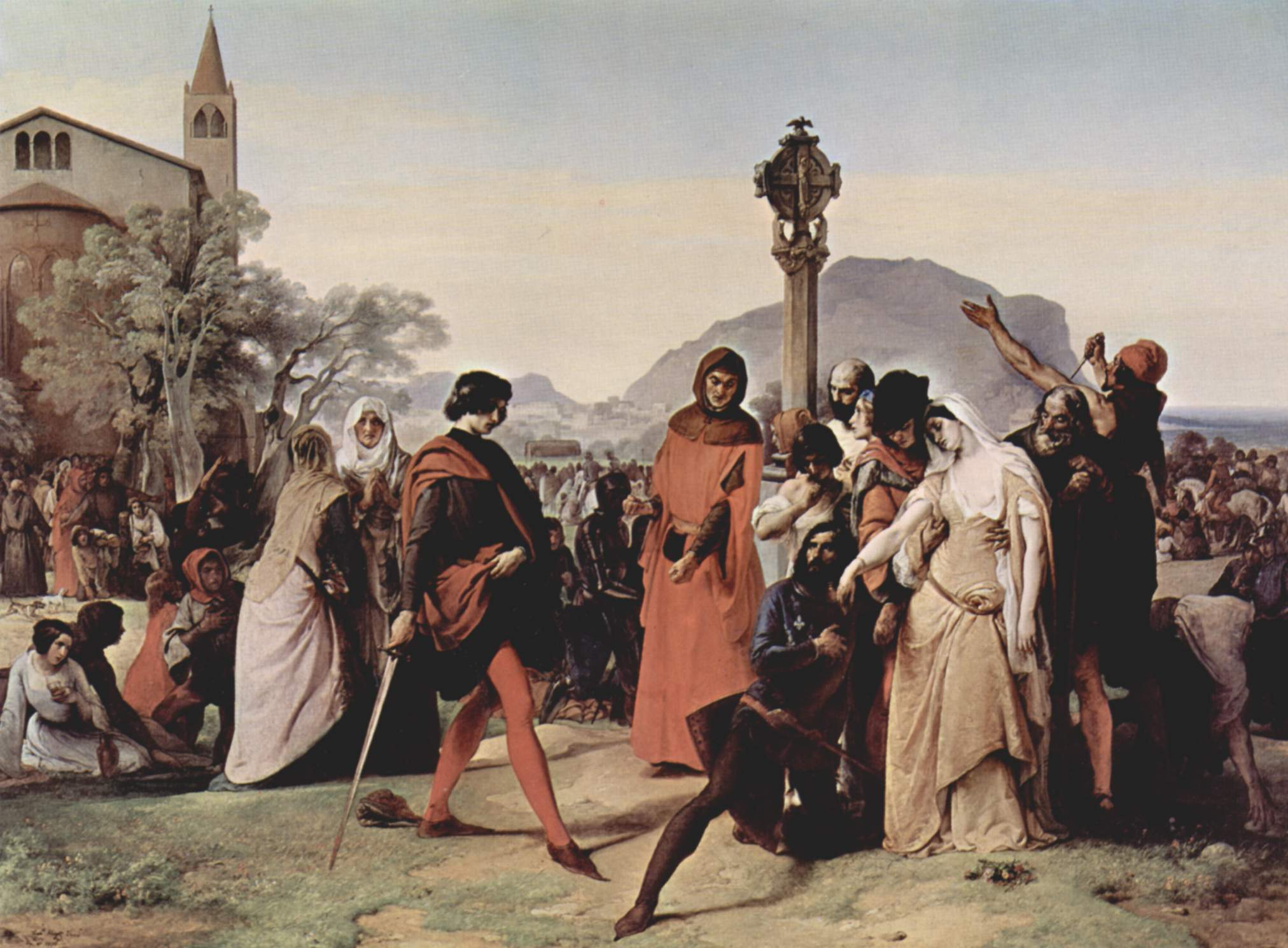
Las Vísperas sicilianas en un cuadro de Francesco Hayez.

La cuarta estrofa está llena de referencia a acontecimientos importantes vinculados a la centenaria lucha de los italianos contra la dominación extranjera. Al citar estos ejemplos Mameli quiere infundir valor en el pueblo italiano empujándolo a buscar venganza. Esta estrofa comienza con una referencia a la batalla de Legnano —Dall'Alpi a Sicilia / dovunque è Legnano («De los Alpes a Sicilia / por todas partes está Legnano»)—, que se libró el 29 de mayo de 1176 cerca de la ciudad del mismo nombre. Esta batalla vio a la Liga Lombarda victoriosa sobre el ejército imperial de Federico «Barbarroja», y puso fin al intento del emperador teutón de hegemonizar la Italia septentrional. Legnano, gracias a la batalla histórica, es la única ciudad además de Roma, que se menciona en el himno nacional italiano.
En la misma estrofa también se cita a Ferruccio —Ogn'uom di Ferruccio / ha il core, ha la mano («Cada hombre de Ferruccio / tiene el corazón, tiene la mano»)—, o Francesco Ferrucci, el heroico líder al servicio de la República de Florencia que fue derrotado en la batalla de Gavinana, del 3 de agosto de 1530, por el emperador Carlos V del Sacro Imperio Romano Germánico durante el sitio de la ciudad toscana. Ferrucci, que se encontraba prisionero, herido e indefenso, fue luego ejecutado por Fabrizio Maramaldo, un condotiero italiano que luchaba por el emperador. Antes de morir, Ferrucci dirigió con desdén a Maramaldo: Vile, tu uccidi un uomo morto! («¡Vil, matas a un hombre muerto!»).
En la cuarta estrofa también se hace referencia a Balilla —I bimbi d'Italia / si chiaman Balilla («Los niños de Italia / se llaman Balilla»)—, el joven que originó, con el lanzamiento de una piedra a un oficial, el 5 de diciembre de 1746, la revuelta popular del barrio genovés de Portoria contra los ocupantes del Imperio Habsburgo durante la guerra de sucesión austríaca, que condujo a la liberación de la ciudad ligur.
La misma estrofa también menciona a las Vísperas sicilianas —Il suon d'ogni squilla / i Vespri suonò («El sonido de cada campana / En las Vísperas sonó»)—, la insurrección, que tuvo lugar en Palermo en 1282 y que inició una serie de enfrentamientos denominados «guerras de las Vísperas», terminaron en la expulsión de los angevinos de Sicilia. Con la frase «cada campana» Mameli hace referencia al repique de campanas del 30 de marzo de 1282 en Palermo, con el que se llamó al pueblo a rebelarse contra los angevinos, hecho que inició las guerras de las Vísperas. Estas campanas eran las de las vísperas, es decir, las de la oración del atardecer, de ahí el nombre de la revuelta.

### Quinta estrofa
Son giunchi che piegano

Le spade vendute

Già l'Aquila d'Austria

Le penne ha perdute

Il sangue d'Italia

Il sangue Polacco

Bevé, col cosacco

Ma il cor le bruciò
Son juncos que se doblan

Las espadas vendidas

Ya el águila de Austria

Las plumas ha perdido

La sangre de Italia

La sangre polaca

Bebió, con el cosaco

Pero el corazón le quemó

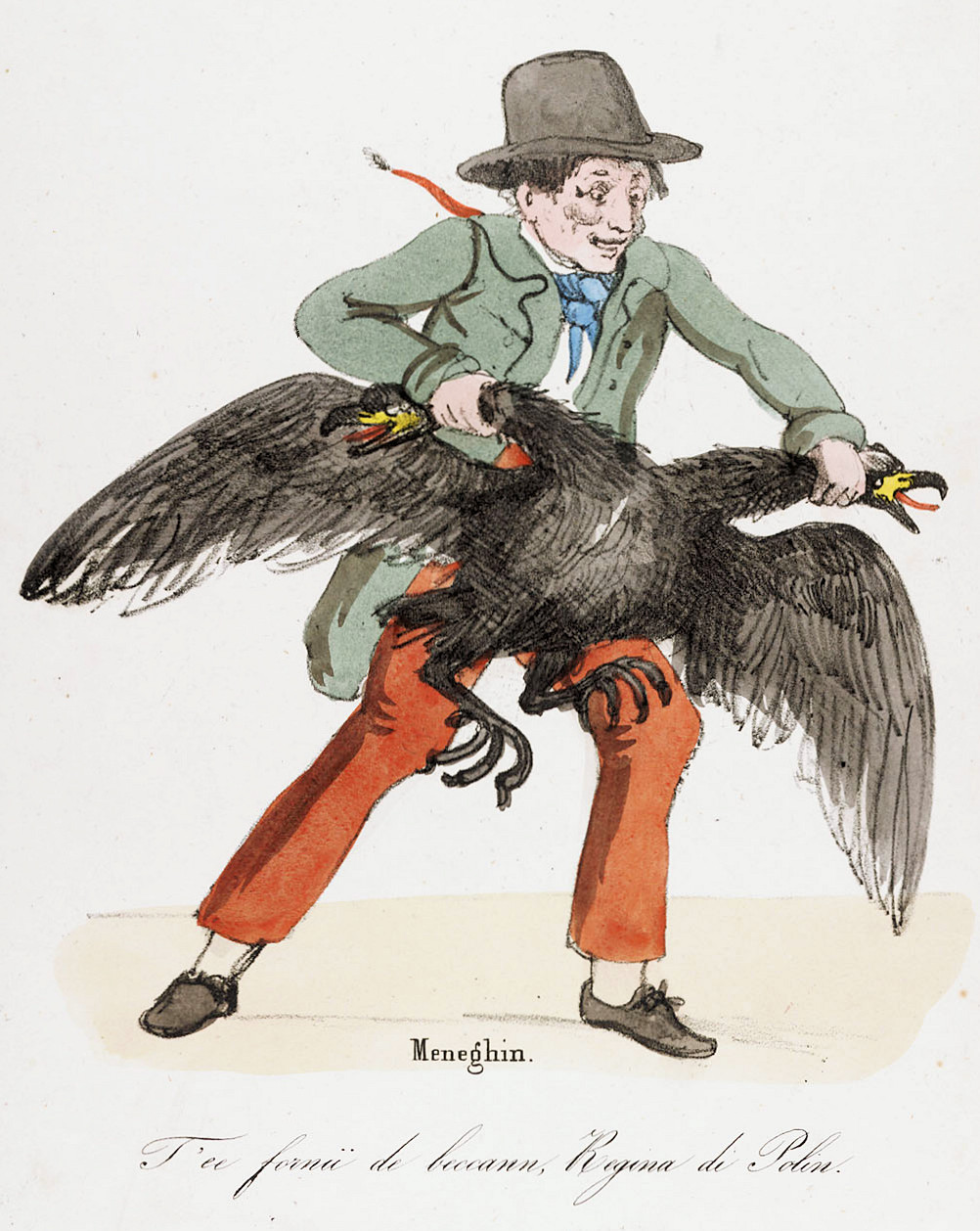
Impresión satírica de la unificación tras las cinco jornadas de Milán: Meneghino mata al águila bicéfala austríaca exclamando: «Ya terminaste de morderme, reina del gallinero».

La quinta estrofa está dedicada al Imperio austríaco en declive. De hecho, el texto se refiere a las tropas mercenarias de los Habsburgo —Le spade vendute «Las espadas vendidas»—, de las que la monarquía de los Habsburgo hizo un amplio uso. Estas tropas, según Mameli, Son giunchi che piegano («Son juncos que se doblan»), ya que, al luchar solo por dinero, no son tan valientes como los soldados y patriotas que se sacrifican por su propia nación. La presencia de estas tropas mercenarias, para Mameli, debilitó al Imperio austríaco.
En la estrofa también se hace mención al Imperio ruso, llamado en el himno il cosacco («el cosaco»), que participó, junto con el Imperio austríaco y el Reino de Prusia, en las particiones de Polonia a finales del siglo XVIII. Por tanto, se hace referencia a otro pueblo oprimido por los austríacos, los polacos, que entre febrero y marzo de 1846 fueron objeto de una violenta represión por parte de Austria y Rusia.
Con la quinta estrofa Mameli se refiere a que el pueblo italiano y el polaco socavan desde dentro al Imperio austríaco, como consecuencia de sufrir represiones, y debido a las tropas mercenarias del ejército imperial austríaco. El texto hace también referencia al águila bicéfala, el escudo de armas imperial de los Habsburgo. La estrofa, con fuertes connotaciones políticas, fue inicialmente censurada por el gobierno de Saboya para evitar fricciones con el Imperio austríaco.

### Sexta estrofa
Evviva l'Italia

Dal sonno s'è desta

Dell'elmo di Scipio

S'è cinta la testa

Dov'è la Vittoria?!

Le porga la chioma

Ché schiava di Roma

Iddio la creò
Viva Italia

Del sueño ha despertado

Con el yelmo de Escipión

Se ha cubierto la cabeza

¡¿Dónde está la Victoria?!

Ofrezca ésta la cabellera

Que esclava de Roma

Dios la creó

La sexta y última estrofa, que casi nunca se interpreta, apareció en las ediciones impresas después de 1859 junto a las cinco estrofas definidas por Mameli —que murió el 6 de julio de 1849 durante la defensa de la República Romana— en el texto original de la canción. Esta estrofa presagia, con alegría, la unificación de Italia —Evviva l'Italia, / dal sonno s'è desta («Viva Italia / del sueño ha despertado»)—, y continúa con los mismos tres versos que concluyen la cuarteta del verso inicial.

## Música

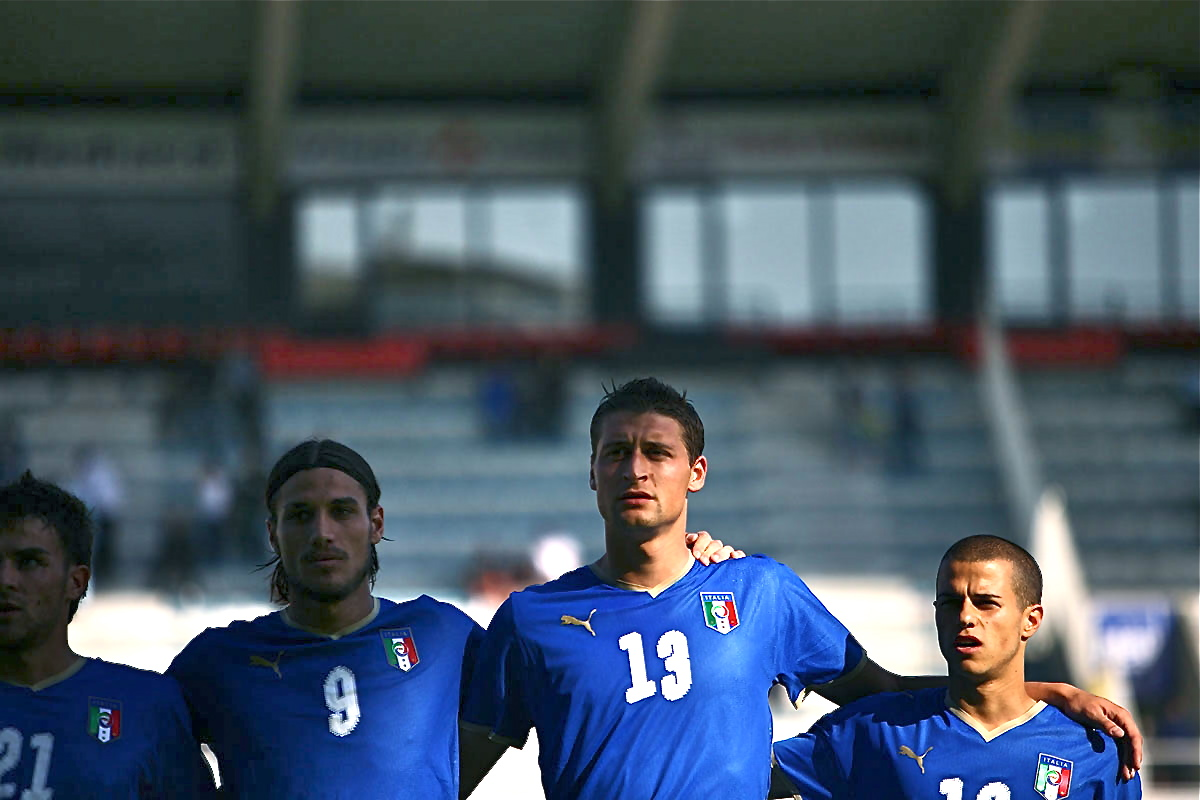
Jugadores de la selección de fútbol sub-23 de Italia durante la interpretación del Canto degli Italiani antes de un partido.

La composición musical de Novaro está escrita en un típico compás de marcha (4/4). en tonalidad de si bemol mayor. Tiene un carácter pegadizo y una línea melódica fácil que simplifica la memoria y la interpretación. Por otro lado, a nivel armónico y rítmico, la composición presenta una mayor complejidad, que se evidencia en el compás 31, con la importante modulación final en el tono cercano de mi bemol mayor, y con la variación agógica del inicial Allegro marziale a un Allegro mosso más vivo, que conduce a un accelerando. Esta segunda característica es bien reconocible sobre todo en los grabados más acreditados de la partitura autógrafa.
Desde el punto de vista musical, la composición se divide en tres partes: la introducción, las estrofas y el estribillo.
La introducción consta de doce compases, caracterizados por un ritmo dactílico que alterna una corchea con dos semicorcheas. Los primeros ocho compases presentan una sucesión armónica bipartita entre si bemol mayor y sol menor, que se alternan con los respectivos acordes dominantes de fa mayor y re mayor séptima. Esta sección es solo instrumental. Los últimos cuatro compases, que introducen la parte cantada, vuelven a si bemol.
Por tanto, las estrofas comienzan en si bemol y se caracterizan por la repetición de la misma unidad melódica, repetida en varios grados y en diferentes alturas. Cada unidad melódica corresponde a un fragmento del hexasílabo de Mameli, cuyo ritmo enfático emocionó a Novaro, quien le puso música según el esquema clásico de dividir el verso en dos partes —Fratelli / d'Italia / l'Italia / s'è desta («Hermanos / de Italia / Italia / se ha despertado»)—.
Sin embargo, también hay una elección inusual, ya que el salto habitual de un intervalo justo no corresponde al ritmo anacrúsico. Por el contrario, los versos Fratelli / d'Italia y dell'elmo / di Scipio («con el yelmo / de Escipión») llevan cada uno, al principio, dos notas idénticas, que puede ser fa o re según corresponda. Esto debilita en parte la acentuación de la sílaba fuerte en favor de la débil, lo que produce de forma auditiva un efecto sincopado, que contrasta la sucesión natural corta-larga del verso grave.
En el tempo fuerte de la unidad melódica básica, se interpreta un grupo desigual de corcheas con puntillo y semicorcheas.
Algunas reinterpretaciones musicales del Canto degli Italiani han pretendido dar mayor protagonismo al aspecto melódico de la composición, y, por tanto, han suavizado este barrido rítmico acercándolo al de dos notas de la misma duración (corcheas).
En el compás 31, de nuevo con una elección inusual, la tonalidad cambia a mi bemol mayor hasta el final de la melodía, en donde solo cede al relativo menor en la ejecución del triplete Stringiamci a coorte / siam pronti alla morte / l'Italia chiamò («Juntémonos en cohorte / estamos preparados para la muerte / Italia llamó»), mientras que el tiempo se convierte en un Allegro mosso. El estribillo también se caracteriza por una unidad melódica repetida varias veces. De forma dinámica, los últimos cinco compases aumentan de intensidad, y pasan de pianissimo a forte y a fortissimo con la indicación crescendo e accelerando sino alla fine («creciendo y acelerando hasta el final»).

## Grabaciones

### Derechos de autor
Los derechos de autor caducaron porque el trabajo es de dominio público debido a que los dos autores murieron hace más de 70 años. Novaro nunca pidió honorarios por publicar su música, atribuyendo su trabajo a la causa patriótica; a Giuseppe Magrini, que hizo la primera impresión del Canto degli Italiani, solo le pidió un cierto número de copias para uso personal. En 1859 Novaro, debido a la petición de Tito Ricordi de reimprimir el texto de la canción en su editorial, ordenó que el dinero se pagara directamente a favor de una suscripción a Garibaldi.
La partitura en cambio, es propiedad de la editorial Sonzogno, que, por lo tanto, tiene la posibilidad de realizar las copias oficiales de la pieza. En 2010, tras el escándalo suscitado por una carta enviada por el presidente del concejo municipal de Mesina Giuseppe Previti a la atención del presidente de la República Italiana, en la que se hacía referencia al pago de más de 1000 euros solicitados a la Cruz Roja local por un concierto de Año Nuevo, la Sociedad Italiana de los Autores y Editores (SIAE) renunció a la recaudación directa de los derechos de alquiler de las partituras musicales del Canto degli Italiani adeudados a la editorial Sonzogno. Esta última, propietaria de las partituras, es de hecho la editora musical de la pieza.

### Grabaciones más antiguas
El documento sonoro más antiguo conocido del Canto degli Italiani —disco 78 RPM para gramófono, 17 cm de diámetro— data de 1901 y fue grabado por la Banda Municipal del Municipio de Milán bajo la dirección del maestro Pio Nevi.
Una de las primeras grabaciones del himno de Mameli fue la del 9 de junio de 1915, que fue interpretada por el cantante lírico y de música napolitana Giuseppe Godono, bajo el sello discográfico Phonotype de Nápoles. Otra grabación antigua es la de la Banda del Grammofono, realizada en Londres para la discográfica His Master's Voice el 23 de enero de 1918.

## Protocolo
A lo largo de los años, a pesar de que el himno de Mameli tenía la categoría de himno provisional, se estableció un protocolo para su ejecución, que sigue vigente. Según la etiqueta, durante su ejecución, los soldados deben presentar sus armas, mientras que los oficiales deben permanecer firmes. Los civiles, si así lo desean, también pueden mantenerse firmes.
Según el protocolo, con motivo de actos oficiales, solo se deben interpretar las dos primeras estrofas sin la introducción. Si el evento es institucional, y también se va a entonar un himno extranjero, este suena primero como un acto de cortesía. En 1970 se decretó la obligación, que permaneció casi siempre sin cumplir, de ejecutar la Oda a la alegría de Ludwig van Beethoven, que es el himno oficial de la Unión Europea, siempre que se interprete el Canto degli Italiani.